# Cilindre de Marboré
El Pic Cilindre, també anomenat Cilindre de Marboré (en aragonès Zelindro Marmorés), té 3.328 m d'altitud i una prominència de 251 m, al Massís de Mont Perdut, dins de la serralada dels Pirineus. Els tres cims majors d'aquest massís es coneixen com les Tres Sorores. El Pic Cilindre n'és el més occidental. Li segueixen el mateix Mont Perdut (3.355 m) i el pic Soum de Ramond (3.263 m).

Mont Perdut (esquerra) i Cilindre (dreta) vistos des del nord.

El seu nom es deu a la impressionant cara nord, una paret vertical arrodonida, amb una forma que recorda a un cilindre geomètric. El seu sobrenom es deu al fet que la mateixa cara nord domina el circ glacial de Marboré, on hi ha el Llac de Marboré.

## Rutes
L'aproximació més concorreguda sol ser per la vall d'Ordesa. Passat el poble de Torla, es pot arribar en cotxe fins a l'aparcament habilitat al Prat d'Ordesa. A partir d'aquí, cal continuar a peu: al final d'aquest aparcament comença la pista que s'endinsa al bosc de fajos i remunta la vall fins al circ de Soaso. Superant els penya-segats per les 'Clavijas de Soaso' o pel corriol existent més a la dreta, s'arriba als suaus prats que acompanyen a l'excursionista fins al Refugi de Góriz (2.190 m). Des d'aquest, es poden realitzar les ascensions més mítiques d'aquesta zona: el Mont Perdut (3355m), el Cilindre de Marboré i el Pic de Marboré (3248m) entre molts altres tresmils. Per la Vall de Pineta també s'accedeix des del refugi de Pineta (1.240 m).

## Flora i vegetació del Massís del Mont Perdut
Al massís del Mont Perdut es poden trobar 95 de les 150 plantes vasculars capaces de superar els 3000 m que viuen als Pirineus. Només a les puntes dels Gabietos podem trobar-ne ja una cinquantena. Potser les més comunes són les saxífragues (Saxifraga pubescens, i Saxifraga oppositifolia), l'Androsace ciliata, la linària alpina Linaria alpina subsp. alpina, la Minuartia cerastiifolia o la Pritzelago alpina subsp. alpina.